# Artur Szpilka
Artur Szpilka (* 12. April 1989 in Wieliczka) ist ein polnischer Profiboxer im Schwergewicht.

## Amateurkarriere
Artur Szpilka begann im Alter von zwölf Jahren im Club Górnik Wieliczka mit dem Boxsport, nachdem er zuvor Karate und Kung Fu ausprobiert hatte. Er wurde von Włodzimierz Ćwierz trainiert und gewann 2005 die Silbermedaille bei der Kadetten-Europameisterschaft in Siófok, sowie 2007 die Goldmedaille bei der Junioren-Meisterschaft der EU in Warschau. Darüber hinaus war er 2006 Polnischer Juniorenmeister im Halbschwergewicht und Teilnehmer der Junioren-Weltmeisterschaft, sowie 2007 Polnischer Juniorenmeister im Schwergewicht und Teilnehmer der Junioren-Europameisterschaft.
2008 wurde er Polnischer Meister im Schwergewicht und startete bei der europäischen Olympiaqualifikation in Pescara, wo er Armen Oganjan und Alexander Powernow besiegte, ehe er im Halbfinale gegen Wiktar Sujeu ausschied. Beim zweiten Olympia-Qualifikationsturnier in Athen verlor er im Achtelfinale gegen Vitalijus Subačius.

## Profikarriere
Er gewann sein Debüt im Oktober 2008 und blieb in 16 Kämpfen ungeschlagen, wobei ihm Siege gegen die Veteranen Brian Minto, Taras Bidenko, Jameel McCline, Gonzalo Basile und Owen Beck gelangen, ehe er am 25. Januar 2014 im New Yorker Madison Square Garden durch TKO in der zehnten Runde gegen Bryant Jennings verlor.
Durch vier folgende Siege, darunter gegen Tomasz Adamek, qualifizierte er sich für einen WBC-Weltmeisterschaftskampf im Schwergewicht. Er verlor dabei jedoch am 16. Januar 2016 durch KO in der neunten Runde gegen Deontay Wilder. Auch seinen nächsten Kampf am 15. Juli 2017 verlor er durch TKO in der vierten Runde gegen Adam Kownacki.
2018 siegte er jeweils gegen Dominick Guinn und Mariusz Wach, ehe er im Juli 2019 durch KO in der zweiten Runde gegen Dereck Chisora verlor.
Nach zwei weiteren Siegen verlor er am 30. Mai 2021 durch KO in der ersten Runde gegen Łukasz Różański.